# Orzysz
Orzysz é um município da Polônia, na voivodia da Vármia-Masúria e no condado de Pisz. Estende-se por uma área de 8,17 km², com 5 615 habitantes, segundo os censos de 2017, com uma densidade de 687,3 hab/km².